# Unknown Horizons
Unknown Horizons es un videojuego de construcción de ciudades y estrategia en tiempo real. Está publicado bajo la licencia GNU General Public License y por tanto es libre.
El juego se encuentra aún bajo desarrollo. Actualmente se encuentra en la séptima publicación 2011.3 La primera versión Alpha del juego se publicó el 1 de octubre de 2008.
A pesar de estar incompleto el juego es totalmente jugable, y llegó a aparecer en la revista alemana c't Magazine como parte de una colección de software. Unknown Horizons tomó parte del Google Summer of Code 2011 como una organización mentora.

## Modo de juego
El jugador guía a un grupo de personas a asentarse en una colonia en un recién descubierto archipiélago. El jugador debe proporcionar múltiples recursos y bienes (como alimentos, madera y herramientas) así como servicios públicos para la comunidad. Como contraprestación a los gastos, los ciudadanos pagan unos impuestos que forman parte de la principal fuente de ingresos.
Cuando el suministro de productos y servicios es adecuado, la población crece y los habitantes alcanzan una clase social más elevada, de forma que demandarán más bienes y servicios y pagarán más impuestos.
A día de hoy se han planificado hasta seis niveles de crecimiento y más de 40 tipos diferentes de edificaciones disponibles.
El primer nivel se denomina "Marineros". Los jugadores pueden construir infraestructuras básicas y proporcionar a sus habitantes recursos básicos como alimentos y madera.
El segundo nivel de crecimiento, los "Pioneros" consumen madera para construir sus propias cabañas de madera en lugar de las frágiles tiendas de campaña, y demandan nuevos productos como piedra, azúcar, licor y tejidos. 
En el tercer nivel de crecimiento, los "Colonos" mejoran sus casas con piedra y se podrá construir minas de hierro, fundiciones para fabricar herramientas, así como lagunas de sal, fábricas de producción de tabaco. Además, nuevos cultivos y servicios como la taberna.
En el cuarto nivel de crecimiento, los "Ciudadanos" reclamarán mayor variedad de alimentos, pudiéndose cultivar trigo que servirá para que a través de molinos se produzca harina, y ésta a su vez junto con el azúcar sirvan de base para la producción de nuevos alimentos en la pastelería.
Los siguientes niveles de crecimiento, "Mercaderes" y "Aristócratas", se encuentran ya diseñados pero aún no han sido implementados.

## Desarrollo
Unknown Horizons utiliza el motor libre y flexible de perspectiva isométrica FIFE (en inglés, Flexible Isometric Free Engine) encargado de gestionar los gráficos 2D isométricos. Desde que FIFE está incluido en la fase de desarrollo, Unknown Horizons se ha convertido en el proyecto más importante basado en este motor, dando lugar a una cooperación de los desarrolladores de Unknown Horizons para mejorar FIFE.
El lenguaje de programación utilizado es Python dado que garantiza mejor compatibilidad entre plataformas, un rápido desarrollo y mejor integración en el motor FIFE.
Los modelos de Unknown Horizons han sido renderizados en cuatro orientaciones utilizando el programa libre Blender.
El desarrollo de Unknown Horizons se encuentra enfocado en la implementación de más contenidos al juego (edificios, líneas de producción de recursos, etc.) Los próximos pasos en el desarrollo incluyen mejoras en la jugabilidad y un editor de escenarios y mapas.
- Portal:Software Libre. Contenido relacionado con Videojuegos.